# Poronienie zagrażające
Poronienie zagrażające – poronienie rozpoznawane na podstawie objawów klinicznych, bez rozwarcia szyjki macicy.

## Objawy
- plamienie
- krwawienie
- bóle podbrzusza i okolicy lędźwiowo-krzyżowej

Rozpoznanie stawia się na podstawie obrazu klinicznego, badania ginekologicznego oraz ultrasonografii. Warto również oznaczyć stężenie hCG i progesteronu.

## Leczenie
W przypadku zagrażającego poronienia wskazana jest hospitalizacja i całkowity reżim łóżkowy przez minimum 1-2 dni od ustąpienia krwawienia. Zaleca się ograniczenie stresu i wyeliminowanie używek. Celowe może być leczenie infekcji wstępującej, leczenie rozkurczowe lub usunięcie innych przyczyn zagrażającego poronienia. W przypadku niewydolności ciałka żółtego należy wdrożyć leczenie naturalnym progesteronem lub jego pochodnymi.